# Condados da Hungria
A Hungria está subdividida administrativamente em 42 regiões, das quais 19 são condados (megyék, singular: megye, em língua húngara) e 22 são designados de condados urbanos (singular: megyei jogú város) e há ainda a cidade-capital (főváros): Budapeste. Os outros 41 são:
| Condados urbanos | Condados (Capital do condadol) |
| --- | --- |
| - Békéscsaba - Debrecen - Dunaújváros - Eger - Győr - Hódmezővásárhely - Kaposvár - Kecskemét - Miskolc - Nagykanizsa - Nyíregyháza - Pécs - Salgótarján - Sopron - Szeged - Szekszárd - Székesfehérvár - Szolnok - Szombathely - Tatabánya - Veszprém - Zalaegerszeg | - Bács-Kiskun (Kecskemét) - Baranya (Pécs) - Békés (Békéscsaba) - Borsod-Abaúj-Zemplén (Miskolc) - Csongrád-Csanád (Szeged) - Fejér (Székesfehérvár) - Győr-Moson-Sopron (Győr) - Hajdú-Bihar (Debrecen) - Heves (Eger) - Jász-Nagykun-Szolnok (Szolnok) - Komárom-Esztergom (Tatabánya) - Nógrád (Salgótarján) - Pest (Budapeste) - Somogy (Kaposvár) - Szabolcs-Szatmár-Bereg (Nyíregyháza) - Tolna (Szekszárd) - Vas (Szombathely) - Veszprém (Veszprém) - Zala (Zalaegerszeg) |